# 斯特拉恩
斯特拉恩（Strahan）是位於澳大利亞塔斯馬尼亞州西海岸的一座小鎮。現在斯特拉恩是一個熱門的旅遊景點。據2006年人口普查，斯特拉恩有人口637人。